# Grant Wood

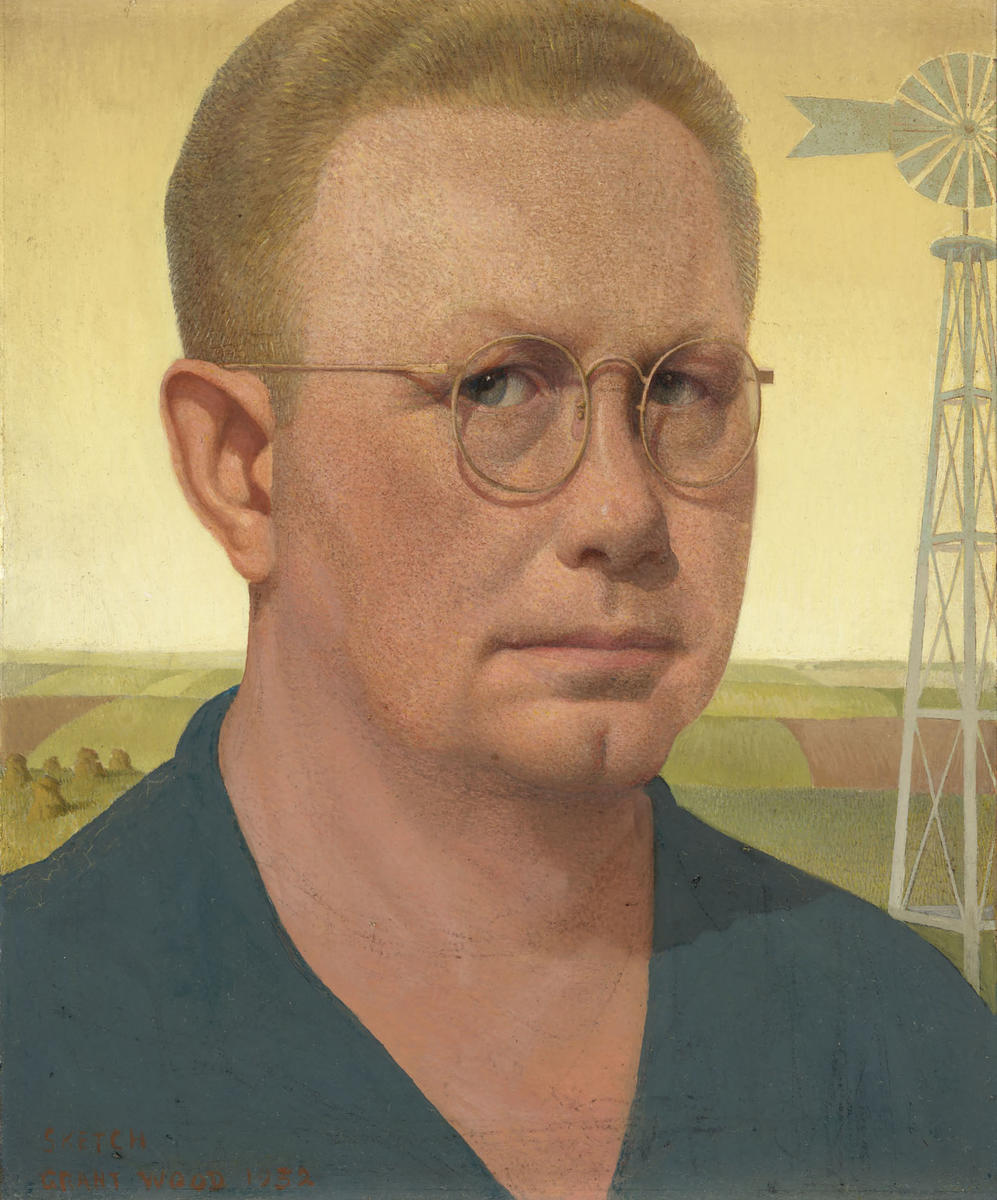
Autoportret (1932)

Grant Wood (ur. 13 lutego 1891 w Anamosa, zm. 12 lutego 1942 w Iowa City) − jeden z najwybitniejszych malarzy amerykańskich. Najbardziej znanym jego dziełem jest obraz American Gothic. W swojej sztuce łączył wątki anglosaskiego gotycyzmu z prowincjonalnym prymitywizmem.
W stanie Iowa, gdzie mieszkał przez całe życie, założył kolonię artystów.